# Vadencourt (Aisne)
Vadencourt és un municipi francès situat al departament de l'Aisne i a la regió dels Alts de França. L'any 2007 tenia 630 habitants.

## Demografia

### Població
El 2007 la població de fet de Vadencourt era de 630 persones. Hi havia 236 famílies de les quals 60 eren unipersonals (36 homes vivint sols i 24 dones vivint soles), 80 parelles sense fills, 72 parelles amb fills i 24 famílies monoparentals amb fills.
La població ha evolucionat segons el següent gràfic:
Habitants censats

### Habitatges
El 2007 hi havia 288 habitatges, 245 eren l'habitatge principal de la família, 15 eren segones residències i 28 estaven desocupats. 285 eren cases i 3 eren apartaments. Dels 245 habitatges principals, 190 estaven ocupats pels seus propietaris, 51 estaven llogats i ocupats pels llogaters i 4 estaven cedits a títol gratuït; 1 tenia una cambra, 16 en tenien dues, 42 en tenien tres, 59 en tenien quatre i 127 en tenien cinc o més. 143 habitatges disposaven pel capbaix d'una plaça de pàrquing. A 121 habitatges hi havia un automòbil i a 82 n'hi havia dos o més.

### Piràmide de població
La piràmide de població per edats i sexe el 2009 era:
| Homes | Edats   | Dones |
| ----- | ------- | ----- |
| 0     | 95 o +  | 0     |
| 4     | 90 a 94 | 4     |
| 4     | 85 a 89 | 4     |
| 0     | 80 a 84 | 8     |
| 4     | 75 a 79 | 8     |
| 12    | 70 a 74 | 12    |
| 12    | 65 a 69 | 16    |
| 24    | 60 a 64 | 32    |
| 16    | 55 a 59 | 16    |
| 20    | 50 a 54 | 16    |
| 12    | 45 a 49 | 16    |
| 28    | 40 a 44 | 8     |
| 24    | 35 a 39 | 32    |
| 8     | 30 a 34 | 16    |
| 28    | 25 a 29 | 16    |
| 40    | 20 a 24 | 8     |
| 28    | 15 a 19 | 20    |
| 36    | 10 a 14 | 28    |
| 24    | 5 a 9   | 20    |
| 4     | 0 a 4   | 12    |

## Economia
El 2007 la població en edat de treballar era de 402 persones, 263 eren actives i 139 eren inactives. De les 263 persones actives 212 estaven ocupades (136 homes i 76 dones) i 51 estaven aturades (28 homes i 23 dones). De les 139 persones inactives 46 estaven jubilades, 30 estaven estudiant i 63 estaven classificades com a «altres inactius».

### Ingressos
El 2009 a Vadencourt hi havia 239 unitats fiscals que integraven 620,5 persones, la mediana anual d'ingressos fiscals per persona era de 12.564 €.

### Activitats econòmiques
Dels 14 establiments que hi havia el 2007, 1 era d'una empresa extractiva, 1 d'una empresa alimentària, 1 d'una empresa de fabricació d'altres productes industrials, 2 d'empreses de construcció, 5 d'empreses de comerç i reparació d'automòbils, 1 d'una empresa de transport, 1 d'una empresa d'hostatgeria i restauració i 2 d'empreses classificades com a «altres activitats de serveis».
Dels 2 establiments de servei als particulars que hi havia el 2009, 1 era una fusteria i 1 perruqueria.
L'únic establiment comercial que hi havia el 2009 era una fleca.
L'any 2000 a Vadencourt hi havia 10 explotacions agrícoles que ocupaven un total de 468 hectàrees.

## Equipaments sanitaris i escolars
El 2009 hi havia una escola elemental.

## Poblacions més properes
El següent diagrama mostra les poblacions més properes.